# Lambda Cephei
Lambda Cephei (22 Cephei) é uma estrela na direção da constelação de Cepheus. Possui uma ascensão reta de 22h 11m 30.58s e uma declinação de +59° 24′ 52.3″. Sua magnitude aparente é igual a 5.05. Considerando sua distância de 1646 anos-luz em relação à Terra, sua magnitude absoluta é igual a −3.47. Pertence à classe espectral O6e.